# Magdalena (Nouveau-Mexique)
Pour les articles homonymes, voir Magdalena.
Magdalena est un village de l'État américain du Nouveau-Mexique, situé dans le Comté de Socorro. Selon le recensement de 2010, sa population est de 938 habitants.